# Ingrid Bruce
Ingrid Monica Bruce, född 29 april 1940 i Säffle, död 17 november 2012 i Stockholm, var en svensk civilingenjör. Hon var den första kvinnliga förbundsordföranden i Civilingenjörsförbundet (CF).

## Biografi
Ingrid Bruces föräldrar var civilingenjören Karl Georg Bruce och Ellen Ingrid Bruce. Ingrid Bruce föddes som andra barn i en syskonskara på sex systrar och en bror. I ungdomen ägnade hon sig framgångsrikt åt simning och tog studenten på reallinjens matematiska linje 1958.
Efter studenten valde Ingrid Bruce att gå i faderns fotspår och började civilingenjörsutbildningen vid Chalmers tekniska högskola där hon läste vid elektroinriktningen. Då hon inledde utbildningen 1959 var hon en av tre kvinnor bland totalt 125 elektronikstudenter. Studiemiljön var starkt präglad av de många manliga studenterna och lärarna. Senare skulle Ingrid Bruce engagera sig i att så få kvinnor valde tekniska studier.
När Ingrid Bruce tagit civilingenjörsexamen 1964 flyttade hon till Stockholm där hon samma år fick arbete på Kungliga flygförvaltningen (från 1968 Försvarets materielverk). Där arbetade hon med försvarets robotsystem, främst med teknik för robotstyrning. År 1969 gick hon över till den privata sektorn och TUAB, som senare omvandlades till AB Teleplan och Communicator, ett konsultföretag som specialiserat sig på teleteknik och elektronik. Även detta företag hade nära samarbeten med försvarsmakten men Ingrid Bruce sysslade där främst med teknik för navigering och positionsbestämning för hamnar och stålverk. År 1993 återvände Ingrid Bruce till Försvarets materielverk (FMV) där hon blev projektledare i utvecklingen av luftvärnsrobotsystemet BAMSE, ett arbete som gav henne smeknamnet Bamsemor. År 1998 blev hon chef på Kompetenscentrum Vapen vid FMV där hon stannade till 2003.

### Fackligt engagemang
Det fackliga engagemanget inledde Ingrid Bruce då hon valdes in som suppleant i den lokala fackklubben på TUAB, började delta i ordinarie möten och insåg att detta var en arena där hon kunde påverka. Hon blev efter en tid ordförande i lokalavdelningen och 1975 valdes hon in i CF:s AEnämnd, Nämnden för arbetsmarknad och förhandling på enskild sektor. Från 1982 var hon förbundsstyrelsemedlem och 1985 valdes hon till CF:s ordförande, en post hon innehade till 1989. På den positionen var hon den första kvinnan. År 1988 träffade hon genom arbetet i CF sin blivande make Gerhard Raunio. Han satt i förbundsstyrelsen, var civilingenjör och professor vid Tekniska högskolan vid Linköpings universitet. De gifte sig 1991. Även maken kom att bli förbundsordförande i CF, åren 1995–2002. Paret fick inga gemensamma barn men maken hade tre sedan ett tidigare äktenskap.
Löner och utbildningskvalitet var de frågor som främst engagerade Ingrid Bruce i hennes fackliga arbete, särskilt de stora löneskillnaderna mellan civilingenjörer i privat respektive offentlig sektor. Den stora löneskillnaden ledde bland annat till kompetensflykt från civilingenjörsutbildningarna, vilket hon ville motverka. En påtaglig förändring, genom fri lönesättning för civilingenjörer i den offentliga sektorn, kom dock att dröja till hennes makes tid som förbundsordförande.
Civilingenjörskåren var under hela Ingrid Bruces yrkesverksamma liv starkt manligt dominerad. Hon menade själv att detta inte påverkat henne negativt, snarare kunde det vara positivt att sticka ut i mängden i de sammanhang hon hade något att säga. Själv upplevde hon enligt egen utsago endast könsdiskriminering vid ett tillfälle. Det gällde en chefstjänst hon var intresserad av att söka men förvägrades då den krävde att innehavaren var officer, något hon som kvinna inte kunde bli vid tiden. Ingrid Bruce upplevde hela saken som ”löjlig” och fick senare sin revansch när hon tillträdde en likartad chefsposition, utan officersgrad. Som förbundsordförande i CF engagerade hon sig djupt i arbetet med att få fler kvinnor att utbilda sig inom tekniska och naturvetenskapliga ämnen. Hon var en flitig föreläsare och återkom ofta till ämnet kvinnor inom tekniska utbildningar och yrken. Hon riktade sig ofta direkt till dessa grupper. ”Jag säger åt kvinnorna att inte låta sig trampas på. Men att dom heller inte ska leta efter oförrätter. För respekt får man genom kompetens. Man ska kunna sitt yrke!”, var Ingrid Bruces devis i dessa sammanhang.
När Ingrid Bruce tillträdde förbundsordförandeposten fick hon frågan varför inte CF hade något jämställdhetsprogram, var det inte dags att utveckla ett sådant. Hon var dock inte intresserad av att formulera dokument för skrivbordslådan utan var inriktad på praktisk handling. Som ett resultat av detta bildade hon Sveriges första nätverk för kvinnliga civilingenjörer i Stockholm 1986, där kvinnor i yrket kunde utbyta erfarenheter.
Ingrid Bruce var från 1985 verksam i FEANI, en europeisk organisation för ingenjörer, där hon var vicepresident 1991–1994 och därtill under lång tid ordförande i den svenska kommittén inom organisationen.
Som pensionär fortsatte Ingrid Bruce att intressera sig för utbildningsfrågor, bland annat gav hon läxhjälp till skolungdomar. Hon avled 2012 och är gravsatt på Skogskyrkogården i Stockholm.